# São Francisco do Sul (ort)
São Francisco do Sul är en ort i Brasilien.   Den ligger i kommunen São Francisco do Sul och delstaten Santa Catarina, i den södra delen av landet, 1 200 km söder om huvudstaden Brasília. São Francisco do Sul ligger 16 meter över havet och antalet invånare är 36 224.
Terrängen runt São Francisco do Sul är platt österut, men västerut är den kuperad. Havet är nära São Francisco do Sul åt nordväst. São Francisco do Sul är det största samhället i trakten. 
I omgivningarna runt São Francisco do Sul växer i huvudsak städsegrön lövskog. Runt São Francisco do Sul är det ganska tätbefolkat, med 104 invånare per kvadratkilometer.